# Голево (Южноуральск)
Голево — упразднённый хутор, вошедший в состав города Южноуральска Челябинской области России.

## География
Расположен на восточном склоне Южного Урала, в 2 км от центра города Южноуральска, возле болота Голево. Улица одна: Приозёрная.

### Климат
Климат умеренно континентальный. Зима, как правило, холодная, чаще малоснежная, с сильными морозами, метелями, которые наблюдаются в течение 40-50 дней, вызывая сильный перенос снега. Глубина промерзания почвы составляет 110-150 см. В малоснежные и суровые зимы почва промерзает до 170-250 см. Лето жаркое, за редким исключением сухое. Средняя температура января: -15...-17 °C, июля +16...+18 °C.

## История
В 1970 году был подчинён Южноуральскому городскому совету.

## Население
В 1970 году на хуторе зафиксировано 12 жителей.